# Johann Heinrich Strack
Johann Heinrich Strack (1805 – 1880) è stato un architetto tedesco allievo di Karl Friedrich Schinkel.

## Biografia
Studiò all'Accademia di architettura di Berlino. Dal 1825 al 1832 con Karl Friedrich Schinkel, e da tale data si mise in proprio.
Nel 1841 divenne professore dell'Accademia delle arti, e dal 1854 anche dell'Accademia di architettura.
Nel 1862, insieme con Ernst Curtius e Karl Bötticher, condusse degli scavi archeologici ad Atene.
Nel 1875 venne nominato "consigliere segreto di corte per l'architettura" (geheimer Hofbaurat) e l'anno successivo ottenne il titolo di "architetto dell'Imperatore".
Fra le sue maggiori opere si ricordano la Colonna della Vittoria di Berlino e alcuni edifici nel parco di Babelsberg presso Potsdam.